# Cerimetria
La cerimetria è una titolazione redox che usa come reattivo il cerio(IV).
Con questa tecnica si possono titolare moltissimi analiti riducenti (od ossidanti previa riduzione quantitativa).

## Preparazione e proprietà della soluzione di Ce(IV)
La soluzione di titolante viene preparata sciogliendo un sale di Ce4+ in acido minerale forte circa 1 M.  
Il nitrato cerico ammonico è uno standard primario, se invece si utilizza un altro sale (generalmente solfato cerico o solfato cerico ammonico) la standardizzazione viene effettuata con ossido arsenioso. La soluzione ha un colore giallo.
A seconda dell'acido usato si ottiene un reattivo con diverso potenziale di riduzione, ciò è dovuto alla formazione di complessi con i diversi anioni. Si parla quindi di potenziale formale.
| acido | E0 in V |
| HClO4 | +1,70   |
| HNO3  | +1,61   |
| H2SO4 | +1,44   |
| HCl   | +1,28   |

Le soluzioni in acido solforico hanno una elevata stabilità alla luce e al calore (si può arrivare all'ebollizione), quelle in acido perclorico e nitrico si decompongono molto lentamente. Rispetto al permanganato ha il vantaggio di non ossidare il cloruro (anche in presenza di ferro) per motivi cinetici, a meno di non bollire le soluzioni.

## Reazioni
La stechiometria di reazione è molto semplice, viene scambiato un solo elettrone:
Ce4+ + e- → Ce3+
Per aumentare la velocità di reazione viene aggiunto OsO4 o ICl.
Il Ce4+ viene utilizzato per quantificare molte sostanze, tra cui: As(III), Fe2+, NO2-, H2O2, Te(IV), Sn2+ e ossalato.

## Indicatori
Il Ce(III) che si forma è incolore, ma il viraggio non è sufficientemente netto per evidenziare accuratamente il punto equivalente, quindi occorre usare un indicatore redox. I più utilizzati con questa metodica sono la ferroina (viraggio dal rosso-arancio a blu pallido, o blu se concentrato) e la difenilammina (comparsa di colorazione violetta).